# 3540 Protesilaos
Протесілаос 3540 — космічний астероїд невеликого розміру, що складається в основному з металів та мінералів.
Води у структурі астероїда немає.
Назва походить від слова прото- та сілао. Прото значить першостворений.
Вчені ще не мають достатньо даних про цей об'єкт.